# Psychotria glabrata
Psychotria glabrata är en måreväxtart som beskrevs av Olof Swartz. Psychotria glabrata ingår i släktet Psychotria och familjen måreväxter. Inga underarter finns listade i Catalogue of Life.